# Апраксины
Апра́ксины (Опраксины, Апраксины-Вердеревские) — русский дворянский род, по легенде происходящий от выходцев из Большой Орды. Графы и дворяне, из рязанских бояр.
Род графов Апраксиных записан в V часть родословных книг губерний: Орловской, Курской, Владимирской и Санкт-Петербургской.

## Происхождение и история рода
По сказаниям древних родословных книг, к великому князю Олегу Рязанскому из Большой Орды выехал муж честен (1371): Солхомир (Салохмир, Хоросмир) и Едуган (от второго — Едугана — произошли Хитрово) Мирославичи. Солохмир принял св. крещение и был назван Иоанном. Великий князь Олег Иванович отдал за него в супружество свою родную младшую сестру, княжну Анастасию Ивановну Рязанскую, и пожаловал ему несколько вотчин в Рязанском княжестве. У Солохмира был правнук Андрей Иванович, прозванием Опракса, от которого и начали писаться сперва Опраксины, а потом Апраксины.
Сыновья Андрея Опраксы или Апраксы, Ерофей-Ярец и Прокопий, при великом князе московском Иоанне III перешли из Рязани в Москву. От других членов этого рода произошли фамилии: Крюковых, Шишкиных, Вердеревских и др. Эти фамилии угасли: первые две — бесследно, а последняя — Вердеревских — присоединена к фамилии Апраксиных. В 7197 (1688) году Апраксины — Вердеревские объясняли в РазрядеI: «а пишутца де они двема прозваниями потому, что прадеды и деды и иные их сродники писались теми двема прозваниями из давных лет, и о том в розряде написано во дворовой книги 7046 году и в старых Резанских десятнях…». Апраксины, подобно другим знаменитым родам земли русской, «служили многия службы государству», и многие из них пали на поле битвы.
Матвей Прокофьевич убит при взятии Казани (1552), имя его вписано в синодик московского Успенского собора для вечного поминовения. Пали в разное время на поле битвы сыновья его (Матвея Прокофьевича) Богдан и Степан Матвеевичи, родной племянник его Андрей Андреевич и др. Апраксины служили службы в стольниках и боярах.
Возвышение рода их последовало с того времени, когда Марфа Матвеевна Апраксина, дочь стольника Матвея Васильевича, сделалась супругою овдовевшего царя Фёдора Алексеевича и когда сыновья того же Матвея Васильевича — Пётр, Фёдор и Андрей Матвеевичи оказали большие услуги своему отечеству.

## Описание гербов

### Герб Апраксиных 1785 г.
В Гербовнике Анисима Титовича Князева 1785 года имеется изображение печати с гербом сына фельдмаршала, генерала от кавалерии и кавалера ордена Святого Александра Невского Степана Степановича Апраксина (1756—1827): щит поделён крестообразно на четыре части. В первом красном и во втором золотом полях, изображены горизонтально серебряная сабля остриём влево, а над ней золотая корона. В третьем золотом и в четвёртом синем полях накрест две золотые пушки. Щит увенчан дворянской короной (дворянский шлем и намёт отсутствуют). Вокруг щита военная арматура в виде знамён, пушек и труб, а также вокруг щита изображена фигурная виньетка.

### Герб. Часть II. № 45
Герб дворян Апраксиных: щит, разделён на четыре части. В первой части, в красном поле, а во второй части, в золотом поле, дворянская корона и под ней горизонтально сабля остриём налево. В третьей части, в золотом поле и в четвёртой части, в голубом поле, положены накрест две пушки, которые были пожалованы императрицей Елизаветой Петровной генерал-фельдмаршалу Степану Фёдоровичу Апраксину в герб его рода. Щит увенчан коронованным дворянским шлемом с шейным клейнодом. Щитодержатели — уздени Большой Орды с луком в руке, имеющие за плечами колчаны. Намёт голубой с красным, подложен золотом.

### Герб. Часть III. № 3

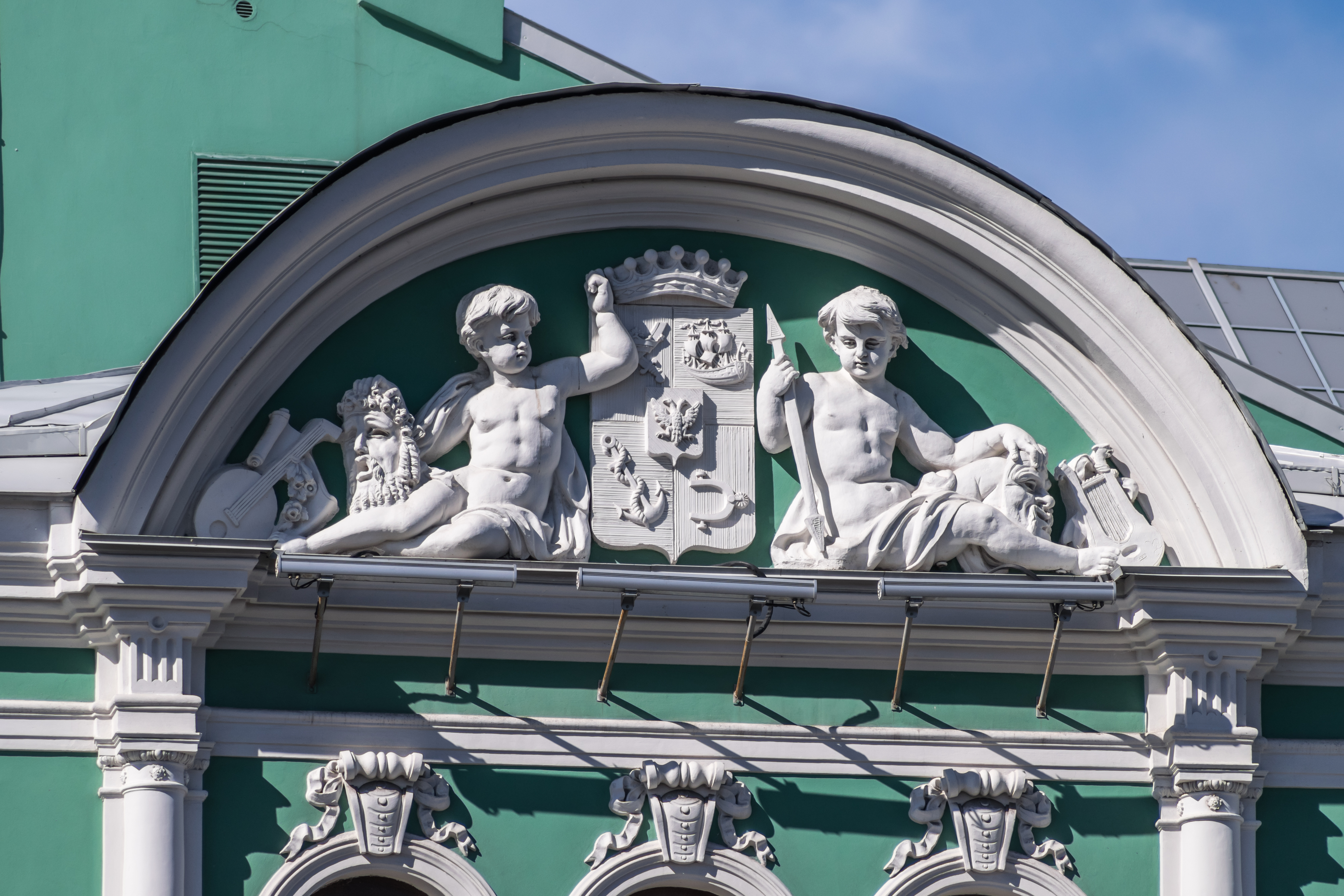
герб Апраксиных на фасаде БДТ

Графский герб Апраксиных: щит, рассечён на четыре части. В первой — в красном поле два серебряные меча, продетые сквозь золотую дворянскую корону и положенные накрест. Во второй части гербового щита — в голубом поле корабль с парусами. В третьей части — наискось положенный в голубом поле серебряный якорь, обвитый канатом. В четвёртой части — в красном поле золотая шпора. В малом щитке, посредине большого щита — в зелёном поле белый двуглавый орёл. Над щитом графская корона с выходящими из неё двумя адмиральскими флагами (белого цвета с голубым Андреевским крестом). По сторонам короны два дворянские шлема. В нашлемниках: справа — серебряный якорь; слева — золотая графская корона, из которой выходят два черные орлиные крыла. Намёт: справа — голубой с золотою подкладкою; слева — красный, подбитый серебром. Щитодержатели — воины в венгерских шапках и длинных их одеждах. Герб рода графов Апраксиных внесён в Часть 3 Общего гербовника дворянских родов Всероссийской империи, стр. 3

### Геральдика
Высочайшем повелением (24 февраля 1710) боярин и генерал-адмирал Фёдор Матвеевич Апраксин, Высочайшим повелением (31 декабря 1715) боярин Пётр Матвеевич Апраксин, Высочайшим повелением (07 февраля 1722) действительный статский советник Андрей Матвеевич Апраксин возведены в графской достоинство. Графский герб Апраксиных являлся одним из первых дворянских гербов России, составленный по правилам европейской геральдики. Он был утверждён (1715) и в его составлении принимал участие Я. В. Брюс. Как и в других ранних русских гербах, в нём подробно отразилась биография владельца Ф. М. Апраксина. Эмблемы символизировали его чин, должность, близость к царю (Герб. Часть III. № 3). На стальной печати первой половины XVIII века, принадлежащей, возможно, графу П. М. Апраксину и находившейся (до 1942) в коллекции В. К. Лукомского, имелись оконографические отличия от официально утверждённого графского герба: в малом щитке — коронованный орёл, а в четвёртом поле вместо шпоры было изображение звезды.
Герб дворян Апраксиных также довольно ранний и восходит к середине XVIII века. Смысл его фигур легко объяснимы. Корона и сабля заимствованы из герба графов Апраксиных и должны демонстрировать генеалогическое единство рода. Пушки, как отмечалось в описании герба, пожалованы императрицей Елизаветой Петровной генерал-фельдмаршалу С. Ф. Апраксину за победу в Семилетней войне. Щитодержатели указывали на родовую легенду об ордынском происхождении Апраксиных и одновременно соотносились с аналогичным элементом графского герба.
В роде Апраксиных существовала развитая традиция использования герба для бытовых нужд. В музее-заповеднике Дмитровский Кремль сохранились 8 предметов с изображениями гербов из бывшей усадьбы Ольгово Дмитровского уезда Московской губернии. Самым ранним является чеканный металлический герб с датой (1788), находившийся, видимо, на воротах усадьбы. В целом он повторяет официально утверждённый герб, но без щитодержателей. Примечательны пышные украшения вокруг щита: цепь ордена Святого Андрея Первозванного, два орденских креста, военные атрибутика (пушки, знамёна, ядра). Щит расположен на княжеской мантии с графской короной, что отразило стремление дворян Апраксиных поднять социальный статус своего рода и подчеркнуть родственные связи с титулованными родственниками. Брак С. С. Апраксина с княжной Е. В. Голицыной, заключённый (1793), способствовал появлению соединённого варианта их гербов. Его изображение сохранилось на печати, предметах фаянсового сервиза, каминной стойке. В нём оба герба имеют овальную форму, а щитодержатели заимствованы из гербов Апраксиных и Голицыных. Использованы две короны — графская и княжеская. Значительно отличаются от традиционного иконографического образца герб на фарфоровой тарелке рубежа XVIII—XIX веков, в нём овальный щит наложен на мальтийский крест. В Балтийском гербовнике герб Апраксиных с изменённым цветом короны, без шлема и намёта.

## Родословные росписи Апраксиных 1686 г
В лето 6875 году к великому кнзю Олгу Ивановичю Резанскому во дни великого кнзя московского Дмитрия Ивановича Донского выехал из Болшие Орды муж честен именем Солохмир Мирославич и великий кнзь Олг Иванович Резанский принел ево с честию и крестил в православную христьянскую веру а во крещении имя ему Иоанн и ведан ево Солохмира он кнзь великий по выезду мужа честна дал за него сестру свою родную великую княжну Настасию и дал ему в удел вотчины Веневу Растовец Веркошю Михайлово поле Верхдерев Безпуцкой стан и писал он великий кнзь Олг Резанский ево Ивана Солохмира в своих жалованных грамотах зятем своим а у Ивана Солохмира сн был Григорей и ево Григорья Ивановича великие кнзь Иван Федорович внук великого кнзя Олга Ивановича писал в грамотах своих дядею своим и таковы подлинные вотчинные грамоты и нне в Переславле Резанском в Солочинском мнстре и по тем грамотам теми вотчинами владеют Солочинского мнстря архимандрит з братьею и дали нам Солочинского мнстря власти с тех грамот за своими руками списки и те списки подадут в розряд сродники наши Верхдеревские с своею росписью.
У Григорья Ивановича Солохмира дети Григорей да Иван Кончей да Михаило Обумайло да Костянтин Дивной все были у великого кнзя в боярех и Григорьева сна Ивановича Ивана Григорьевича Кончея вотчины были Безпуцкой стан да Михайлово поле от него пошли Опраксины Кончеевы и Кончеевы перевелись в црство цря и великого кнзя Феодора Ивановича всеа Росии и роду и нне нет.
А брат Ивана Григорьевича Кончея Григорей Григорьевич сидел на вотчине своей на Верхдереве и по вотчине стал слыть Верхдеревской от него повелись Верхдеревские а подлинную роспись роду своему подадут сами.
А у Ивана Григорьевича Кончея внука Ивана Миролавовича Солохмира дети первой сн Андрей Апракса у Андрея Ивановича у Опраксы дети Матвей да Андрей жили на Резани на вотчинах своих а у Матвея Андреевича Апраксины дети Ерофей прозвище Ярец да Прокофей да Иван Темной и Матвей Андреевич Опраксин з детми с Резани приехали служить к Москве к великому кнзю Ивану Васильевичю московскому и даны им вместо резанских вотчин вотчины ж болшие в Стародубе и в Муроме и в Володимере. Андрей Андреевич Опраксин остался на Резани на вотчинах своих
7010 году Ярец Матвеевич пожалован был в кормление большой волостью Отъезжим и Бибиковым, а брат его Прокофей Матвеевич в 7017м году пожалован был сиделым жалованием городом Гороховцом в кормление. Да он же Прокофей Матвеевич в 7025м году пожалован был в кормление Обнорою, а Иван Матвеевич Опраксин прозвище Темной при великом же кнзе Василье Ивановиче всеа Росии пожалован был в кормление болшою волостью Сямою.
А у Андрея Андреевича Опраксина у другова внука Ивана Григорьевича Кончея дети Меншой да Иван служили по Резани и в 7045м году во дворовой кнге в розряде написаны з бояры и писались двемя прозваниями Опраксины Вердеревские.
А у Матвея Андреевича Опраксина Вердеревского сн Иев прозвище Третьяк, а у Третьяка сн Григорей, у Григорья сн Фадей бездетен.
У Ивана Андреевича Опраксина Вердеревского сн Иван, у Ивана сн Еуфимей прозвище Первой.
А у Ерофея Матвеевича Опраксина что прозвище Ярец сн Никита, а у Никиты Ерофеевича дети Петр да Конон да Никита бездетен да Андреян и Петр и Андреян Никитичи в воеводах были. А у Петр Никитича один сн Василей Петрович был во многих местех полковым и осадным воеводою, а у Василья Петровича один сн Матвей Васильевич убит от калмыков да от башкирцов на степи в 7106 году как ехал из Астрахани. А у Конона был сн Корнило в столниках и умер бездетен. А у Андреяна Никитича был один сн Иван служил в столниках и был в Танбове полковым и осадным воеводою. А у Матвея Васильевича Опраксина дочь была за црем и великим кнзем Феодором Алексеевичем всея великия и малыя и белыя Росии самодержцем црца и великая княгиня Марфа Матвеевна да у него ж Матвея Васильевича Опраксина дети Петр да Федор да Андрей Матвеевичи были у великого гсдря цря и великого кнзя Феодора Алексеевича в комнатных столниках и нне у великих гсдрей црей и великих кнзей Иоанна Алексеевича Петра Алексеевича всеа великия и малыя и белыя Росии самодержцев все в комнатных же столниках; а у Ивана Андреяновича один сн Василей служит в столниках.
А у другово у Матвеева сна Андреевича у Прокофья Матвеевича Опраксины дети Матвей да Андрей и Матвей Прокофьевич в 7062м году пожалован был в кормление Инебожем и Вольгою и иными болшими волостьми да ему ж Матвею от него ж цря и великого кнзя Ивана Васильевича в 7062м году прислана грамота о казанском первом походе чтоб был под Казанью с людми и з доспехи и стал бы на Москве на указной срок и убит под Казанью. А у Матвея Прокофьевича дети Богдан да Степан оба были бездетны побиты на службе.
Андрей Прокофьевич в 7075м году был у наряду воевода и убит бездетен.
А у Первова Ивановича Опраксина Вердеревского сн Михайло, у Михайлы дети Яков да Кузма, у Якова дети Семен да Данило.
А у третьева Матвеева сна Андреевича у Ивана Матвеевича Опраксина Темного один сн Пров прозвище Хрипун, у Хрипуна сн Иван убит на службе, у Ивана сн Никита убит на службе, у Никиты дети Иван да Василей, у Ивана дети Петр бездетен да Иван да Ондрей, у Василья сн Карп, все служили в столниках и нне Иван и Карп в воеводах, а у Карпа дети Федор да Дмитрей, у Ивана дети Федор Болшой да Федор Меншой, у Андрея дети Михаило, а где были сродники наши в осадных и в полковых воеводах и в чинех и где пожалованы были сиделым жалованьем городами и волостьми в кормление что писано в сей родословной росписи и о том прежних гдрей великих кнзей московских и цря и великого кнзя Ивана Васильевича всеа Росии и цря и великого кнзя Михаила Федоровича всеа Росии и цря и великого кнзя Алексея Михайловича и цря и великого кнзя Феодора Алексеевича и црей и великих кнзей Иоанна Алексеевича и Петра Алексеевича великия и малыя и белыя Росии самодержцев жалованные грамоты за красными вислыми печатьми и воевотские наказы и грамоты о полковых делех нне есть и положат те вышеписанные грамоты к свидетелству однородные наши сродники Опраксины и Вердеревские своими росписями, а что сродники наши Петр Матвеевич Опраксин з братьями подали в розряд роду своему против указу великих гдрей родословную роспись прежде сей росписи в нынешнем же во 194м году и в той своей росписи написали прадедов наших Меншова да Ивана Андреевичей Опраксиных Вердеревских а роду от них Меншова и от Ивана не писали потому что мы в то время на Москве не были и сочлись писмами после того.
К подлинной родословной росписи Петр Федор Андрей Опраксины Кузма Михайлов сн Опраксин Вердеревской и вместо брата своего Якова Михайловича Опраксина Вердеревского руки приложили.
На подлинной помета такова: 194й (1686) генваря 30й день.

## Известные представители рода
- Апраксин Фёдор — дьяк, воевода в Муроме (1614—1616), Новгороде-Великом (1624).
- Апраксин Никита Никитич — стряпчий с платьем (1627—1636), московский дворянин (1636—1640).
- Апраксин Пётр Никитич — московский дворянин (1627—1636).
- Апраксин Василий — воевода в Гремячем (1636—1637).
- Апраксин Василий Петрович — стряпчий (1636), московский дворянин (1640), воевода в Короче (1643—1645), Севске (1651).
- Апраксин Матвей Васильевич — стряпчий (1658).
- Апраксин Василий — губной староста, воевода в Алатыре (1663).
- Апраксин Андрей Иванович — стольник (1682—1692).
- Апраксин Иван Иванович — московский дворянин (1677), стольник (1682—1692).
- Апраксин Иван Андреевич — стряпчий (1677), стольник (1682), воевода в Тамбове (1683—1684).
- Апраксин Карп Васильевич — московский дворянин (1682), стольник (1683—1692).
- Апраксин Пётр Иванович — стольник (1682).
- Апраксины: Фёдор Иванович Большой и Фёдор Иванович Меньшой, Михаил Андреевич, Фёдор и Иван Карповичи — стольники царицы Прасковьи Фёдоровны (1686—1692).
- Апраксины: Яков и Кузьма Михайловичи — стольники (1689).
- Апраксин Лев Иванович — московский дворянин (1692).
- Апраксин Василий Васильевич — стряпчий (1692)[8][9].

- Апраксин, Александр:[править]  -  Апраксин, Александр Александрович (1820—1883) — граф, капитан-лейтенант.
  -  Апраксин, Александр Дмитриевич (1851—1913) — граф, прозаик.
  -  Апраксин, Александр Иванович (1780—1848) — граф, российский сенатор.
  -  Апраксин, Александр Петрович (1784—1845) — граф, камергер.
  -  Апраксин, Александр Фёдорович (1733—1792) — граф.

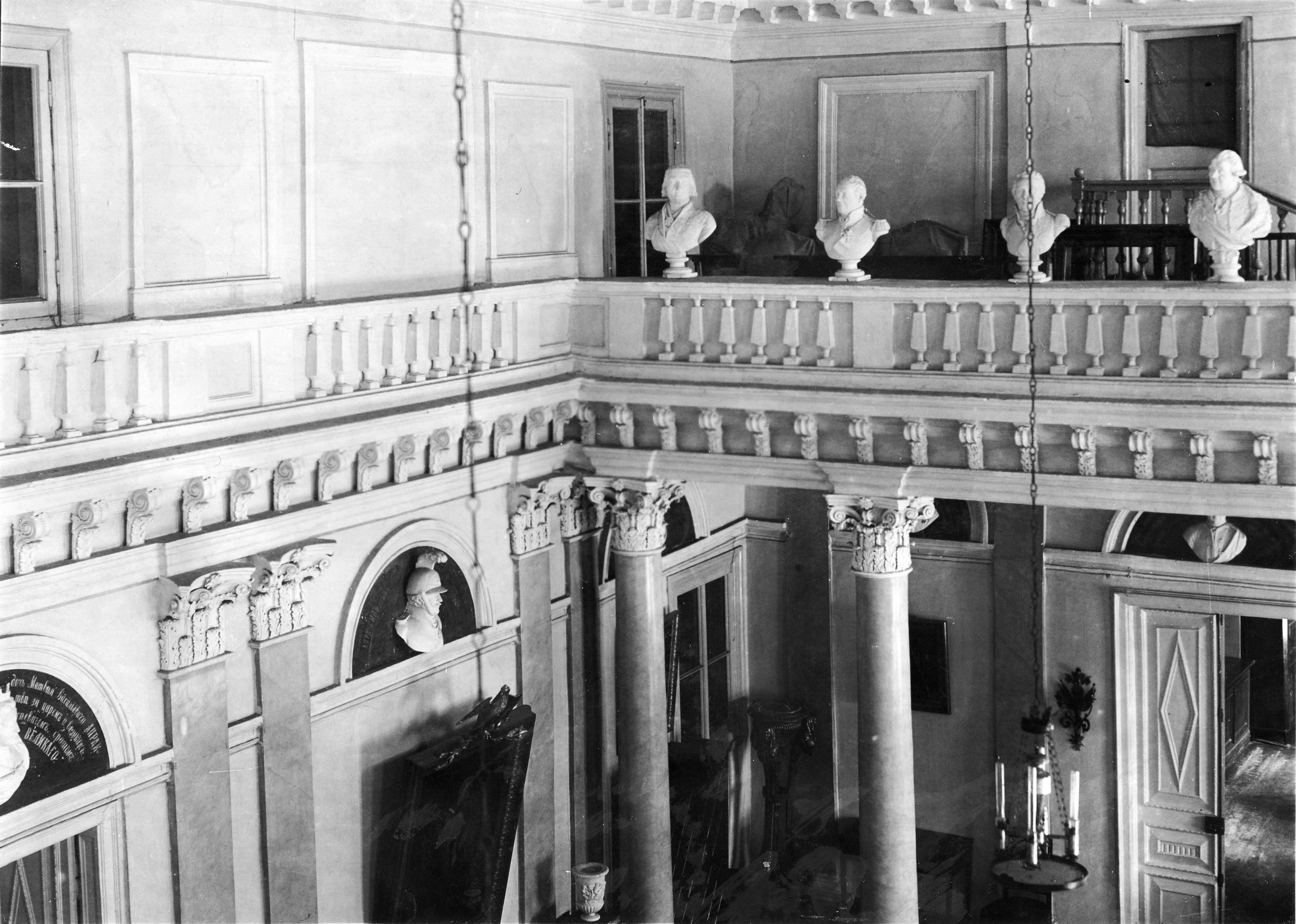
Скульптурная портретная галерея Апраксиных в усадьбе Ольгово

- Апраксин, Андрей Матвеевич (1663—1731) — граф, сподвижник Петра I, брат царицы Марфы Матвеевны.
- Апраксин, Антон Степанович (1818—1899) — граф, генерал-лейтенант.
- Апраксин, Василий Иванович (1788—1822) — флигель-адъютант Александра I, полковник.
- Апраксин, Владимир Степанович (1796—1833) — генерал-майор.
- Апраксин, Иван Александрович (1756—1818) — граф, генерал-лейтенант.
- Апраксин, Матвей Васильевич (1625—1668) — стольник, воевода.
- Апраксин, Пётр:[править]  -  Апраксин, Пётр Иванович (1787—1852) — граф, генерал-майор, тайный советник.
  -  Апраксин, Пётр Матвеевич (1659—1728) — российский государственный деятель, граф, сподвижник Петра I, брат царицы Марфы Матвеевны.
  -  Апраксин, Пётр Николаевич (1876—1962) — граф, русский государственный деятель, председатель Совета Русского собрания.
  -  Апраксин, Пётр Фёдорович  (ум. 1813) — граф, генерал-лейтенант.
- Апраксин, Степан:[править]  -  Апраксин, Степан Степанович (1757—1827) — граф, генерал от кавалерии, Смоленский военный губернатор, сын Степана Фёдоровича.
  -  Апраксин, Степан Фёдорович:[править]    -  Апраксин, Степан Фёдорович (1702—1758) — генерал-фельдмаршал.
    -  Апраксин, Степан Фёдорович (1792—1862) — генерал от кавалерии.
- Апраксин, Фёдор Матвеевич (1661—1728) — генерал-адмирал, граф, сподвижник Петра I, брат царицы Марфы Матвеевны.
- Апраксин Фёдор Андреевич
- Апраксин Фёдор Александрович
- Апраксин Пётр Фёдорович
- Апраксин Александр Фёдорович

Апраксина
- Апраксина, Вера Николаевна (более известна как Завадовская; 1768—1845) — фрейлина, кавалерственная дама ордена Св. Екатерины меньшего креста, одна из первых красавиц своего времени.
- Апраксина, Екатерина Владимировна (1770—1854) — фрейлина, статс-дама, кавалерственная дама; старшая дочь князя Владимира Голицына.
- Апраксина, Елена Степановна (в замужестве Куракина; 1735—1768) — одна из фавориток императора Петра III.
- Апраксина, Мария:[править]  -  Апраксина, Мария Петровна (Соломи́рская; 1811—1859) — светская красавица, графиня, предмет любовного увлечения М. Ю. Лермонтова.
  -  Апраксина, Мария Степановна (более известна как Талызина; 1742—1796) — близкая приятельница главы русского внешнеполитического ведомства Н. И. Панина, супруга сенатора А. Ф. Талызина.
- Апраксина, Марфа Матвеевна (1664—1716) — русская царица, вторая жена царя Федора Алексеевича.
- Апраксина, Софья:[править]  -  Апраксина, Софья Осиповна (1743—18??) — фрейлина императрицы Елизаветы Петровны; племянница её предполагаемого супруга Алексея Разумовского.
  -  Апраксина, София Степановна (в замужестве Щербатова; 1798—1885) — статс-дама, благотворительница; вторая супруга московского градоначальника А. Г. Щербатова.
- Голицына Наталья Степановна — урождённая Апраксина, фрейлина.